# Albatros (Schiff, 1927)
Die Albatros war ein Torpedoboot der Raubvogel-Klasse (Torpedoboot 1923). Seit 1927 im Dienst der Reichsmarine, kam das Boot im Zweiten Weltkrieg zum Einsatz, wobei es am 10. April 1940 im Rahmen des Unternehmens Weserübung verloren ging.

## Geschichte
Die Albatros wurde am 5. Oktober 1925 bei der Reichsmarinewerft Wilhelmshaven zusammen mit den Schwesterbooten Greif und Seeadler auf Kiel gelegt, die alle am 15. Juli 1926 vom Stapel liefen. Die Indienststellung bei der Reichsmarine erfolgte am 15. Mai 1928. Benannt war das Boot nach den Albatrossen, sehr großen Seevögeln vor allem über den südlichen Ozeanen. Den Namen hatten zuvor schon ein Minenkreuzer (1908–1919, 2506 t) und ein Kanonenboot (1871–1898, 786 t) der Kaiserlichen Marine getragen.

### Einsatzgeschichte
Bei ihrer Indienststellung ersetzte die Albatros das Typschiff der Klasse, die Möwe, bei der 4. Torpedobootshalbflottille in Wilhelmshaven. Nach Beendigung ihrer Probefahrten übernahm das Boot von der Falke die Aufgaben des Führerbootes der Halbflottille, deren Chef zu dieser Zeit Korvettenkapitän Karl Dönitz, der spätere Großadmiral, war. Vermutlich im Dezember 1928 rammte das Boot bei der Einfahrt in Wilhelmshaven den dort beheimateten Fischkutter Merkur, der sofort sank. Zwei der Besatzungsmitglieder der Kutterbesatzung konnten gerettet werden, während der Kutterbesitzer Wackermut offensichtlich ertrank. Der Kutter hatte unbeleuchtet entgegen der Bestimmungen im Hauptfahrwasser gelegen, so dass die Schiffsführung der Albatros kein Verschulden an dem Seeunfall trug.
Die erste Auslandsreise des Bootes erfolgte im Frühjahr 1929 mit der Flotte in spanische Gewässer. Bei der Ausfahrt aus Wilhelmshaven kollidierte die Albatros mit der Möwe. Nach notwendiger Reparatur folgten beide Boote der Flotte nach vier Tagen. An dieser Reise nahmen auch die Schwesterboote Greif und Kondor teil. 1930 erfolgte eine ähnliche Reise der Flotte mit der Albatros in spanische und portugiesische Gewässer. 1931 nahm der Befehlshaber der Aufklärungsstreitkräfte (B.d.A), Konteradmiral Conrad Albrecht, mit seinem Flaggschiff Königsberg und der 4. Torpedobootshalbflottille (Albatros, Falke, Greif und Möwe) an den Feierlichkeiten zum 10. Jahrestag der Lettischen Marine in Libau teil. 1932 vertrat der Verband mit dem Leichten Kreuzer Königsberg und den Torpedobooten Albatros, Falke, Möwe, Seeadler und Kondor das Deutsche Reich bei den Feierlichkeiten zur Verlobung des schwedischen Erbprinzen Gustav Adolf mit der deutschen Prinzessin Sibylla von Sachsen-Coburg und Gotha. Am 7. Dezember 1932 stellte die Albatros dann außer Dienst und wurde durch das Schwesterboot Greif als Führerboot der 4. Halbflottille ersetzt.
Am 5. Oktober 1933 wurde die Albatros von Kapitänleutnant Werner Hartmann, dem späteren U-Boots-Kommandanten und Ritterkreuzträger, wieder in Dienst gestellt. Das Boot ersetzte das Vorkriegsboot T 151 in der 2. Torpedobootshalbflottille in Swinemünde. 1934 besuchte das Boot mit der Halbflottille als einzigen Auslandshafen vom 13. bis 17. Juli das damals noch finnische Wyborg. Am 1. Oktober 1934 wurde aus der Halbflottille die 2. Torpedobootsflottille zu der neben der Albatros noch das Schwesterboot Seeadler als Führerboot der Flottille sowie die beiden Boote der Raubtier-Klasse Luchs und Leopard gehörten. Letzteres war seit Oktober 1933 Führerboot für die neugeschaffenen Stelle des Führers der Torpedoboote (F.d.T). Beide Boote hatten 1933 12,7-cm-Kanonen für ihre 10,5-cm-Geschütze eingetauscht.
Ab Juli 1936 bis Oktober 1937 erfolgten vier Einsätze des Bootes im Rahmen der sogenannten Neutralitätspatrouillen im Spanischen Bürgerkrieg. Beim ersten Einsatz vom 28. Juli bis zum 27. August 1936 folgten die vier Boote der 2. Flottille mit dem Leichten Kreuzer Köln den zuerst ausgelaufenen Panzerschiffen Deutschland und Admiral Scheer zur nordspanischen Küste, wo Häfen beider Bürgerkriegsparteien angelaufen wurden und deutsche und andere Flüchtlinge nach Frankreich evakuiert wurden. Die Kriegsschiffe übernahmen nicht nur Flüchtlinge, sondern sicherten auch die vielen vom Reich für die Rückführung Deutscher gecharterten Handelsschiffe. Ein zweiter Spanien-Einsatz wurde von der 2. Flottille mit Albatros vom 28. September bis zum 29. November 1936 durchgeführt.

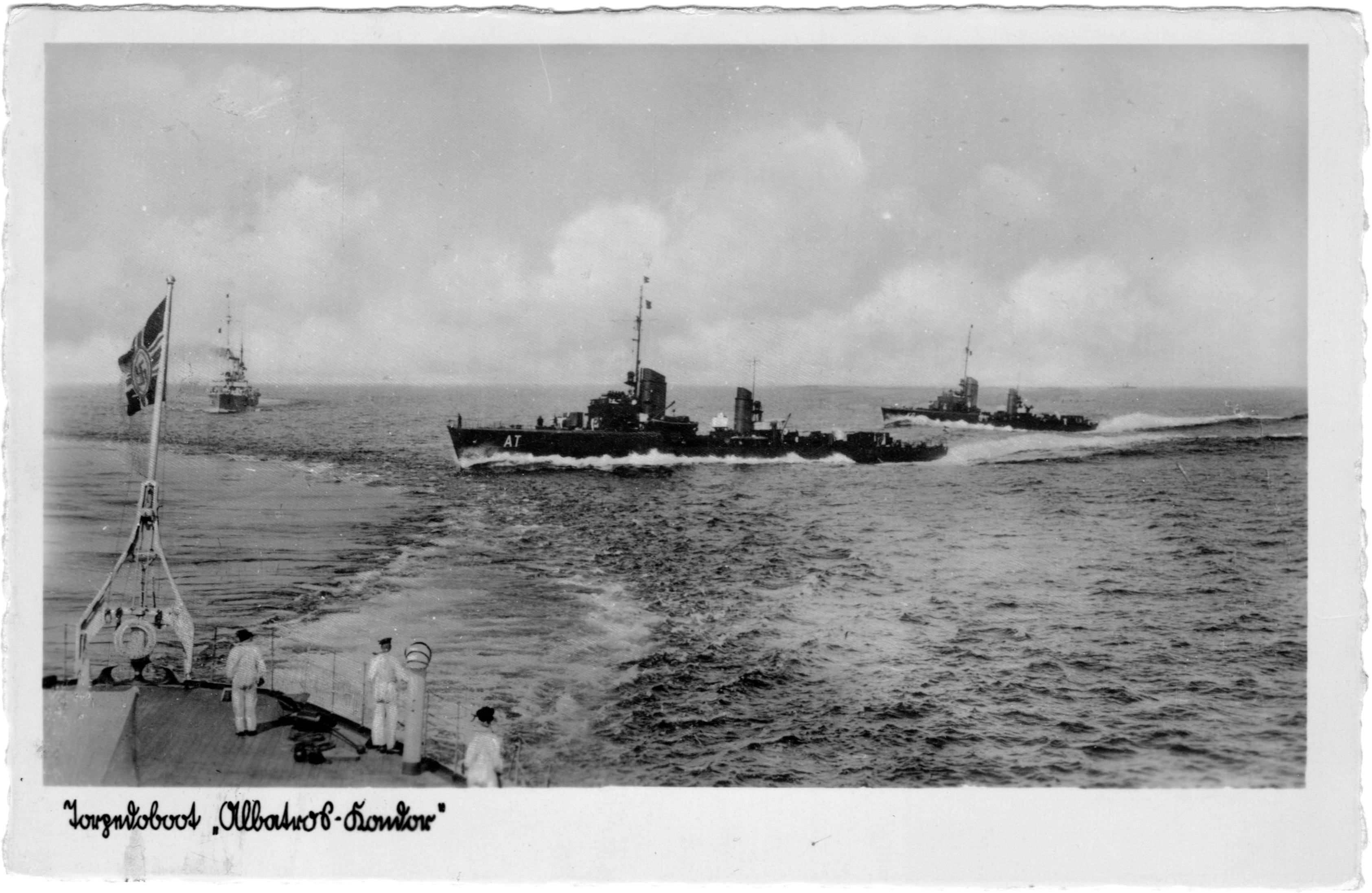
Photopostkarte mit den Torpedobooten Albatros (Kennung AT) und Kondor (Kennung KO) ca. 1940. Rudolph Karstadt a. G., Wilhelmshaven, Nr. 2008.

Zum dritten Einsatz befand sich die Flottille im Mai und Juni 1937 vor dem von der Nichteinmischungskommission zugewiesenen Abschnitt vor der spanischen Ostküste und nutzte die Balearen als Versorgungsraum. Am 25. Mai flogen republikanische Maschinen einen Scheinangriff auf die Albatros, dem am 26. ein Bombenangriff auf das Boot auf der Reede von Palma de Mallorca folgte, der keinen Schaden verursachte. Am 29. Mai erfolgte dann ein weiterer Angriff auf das vor Ibiza liegende Panzerschiff Deutschland. Durch zwei Bombentreffer starben auf dem deutschen Flaggschiff 31 Mann, weitere 75 erlitten erhebliche Verletzungen. Als Vergeltungsmaßnahme beschoss darauf die Admiral Scheer unter Kapitän zur See Otto Ciliax das befestigte Almería, in dessen Hafen sich aber keine Kriegsschiffe der Republikaner befanden. Begleitet wurde das Panzerschiff durch die vier Boote der 2. Flottille, die selbst eine spanische Küstenbatterie beschossen. Am 24. Juni wurde die Albatros durch die Möwe abgelöst und trat den Rückmarsch an, der ab El Ferrol zusammen mit den Kreuzern Köln und Leipzig erfolgte.
Ein letzter Einsatz der Albatros vor Spanien erfolgte dann vom 30. Juli bis zum 7. Oktober 1937. Als die 2. Torpedobootsflottille zum Ende des Herbstes 1937 aufgelöst wurde, diente das Boot dann als Schulboot in der Ausbildungsabteilung der 3./5. Zerstörerdivision, bis es am 16. Februar 1938 außer Dienst gestellt wurde.
Die dritte Indiensthalteperiode der Albatros begann 1. Juli 1938 in der 6. Torpedobootsflottille. Am 1. November 1938 wechselte das Boot zur 5. Flottille, die bei Kriegsausbruch 1939 aus der Greif als Führerboot sowie Möwe, Kondor, Falke und Albatros bestand. Das sechste Boot der Raubvogel-Klasse, die Seeadler, gehörte zur 6. Flottille.

### Kriegseinsätze
Die 5. Torpedoboot-Flottille kam in der Folge bei den am 3. September 1939 begonnenen Minenoperationen in der Nordsee zum Einsatz. Es folgten im Oktober Einsätze im Rahmen des Handelskriegs im Skagerrak und Kattegat.

Der Angriff auf Oslo; Untergangsstelle der Albatros

Beim Unternehmen Weserübung im April 1940 war das Boot Teil der Kriegsschiffsgruppe 5 unter Admiral Kummetz auf der Blücher, die mit Teilen der 163. Infanteriedivision gegen Oslo fuhr. Dabei konnte die Albatros am 9. April das norwegische Wachboot Pol III manövrierunfähig schießen. Am gleichen Tag war das Torpedoboot mit der Kondor, zwei Räumbooten und einem Walfänger am Landungsunternehmen gegen den norwegischen Marinehafen Horten beteiligt. Am darauf folgenden Tag beschossen norwegische Küstenbatterien bei Bolaerne im Oslofjord die Albatros. Aufgrund fehlerhafter Schiffsführung lief das beschädigte Boot am selben Tag auf Grund vor der Stadt Fredrikstad und musste aufgegeben werden.
Das in zwei Teile zerbrochene Wrack liegt auf der Position: 59° 5′ 40″ N, 10° 47′ 30″ O in 20 bzw. 40 m Tiefe.
Die Besatzung der Albatros übernahm kurz darauf den in Kristiansand erbeuteten norwegischen Zerstörer Gyller der Sleipner-Klasse, der von der Kriegsmarine als Torpedoboot Löwe in Dienst gestellt wurde. Der von der Albatros in Brand geschossene Walfänger Pol III (214 BRT, 1926–2011, zuletzt Arnøytrans) konnte von den Deutschen eingebracht werden und wurde als Vorpostenboot NO-05 Samoa, V-6105 und zuletzt NH-05 eingesetzt.

## Technische Beschreibung
siehe auch: Raubvogel-Klasse – Technische Beschreibung
Das Boot gehörte zu den Serienbooten des Typs 1923. Diese wiesen eine Typverdrängung von 924 tn.l. sowie eine Konstruktionsverdrängung von 998 t auf. Im Einsatz verdrängten sie 1290 t. Die Bunkerkapazität lag bei 321 m³ Öl für einen Fahrbereich von 2000 Seemeilen bei 20 Knoten. Die Antriebsleistung der Getriebeturbinenanlage von Schichau lag bei 23.000 PSw, was eine Höchstgeschwindigkeit von 33 Knoten erlaubte. Die Länge lag bei 88,5 Meter über alles und 85,7 Meter in der Wasserlinie. Die Breite betrug 8,3 Meter und der mittlere Tiefgang 3,65 Meter. Die Bewaffnung setzte sich bei Indienststellung aus drei 10,5-cm-Geschützen, zwei 2-cm-Flak sowie sechs Torpedorohren zusammen.

## Kommandanten
| 15. Mai bis September 1928       | KL Ernst Fischer                              | 1894–1967  | zuletzt: KzS      |
| September 1928 – September 1930  | Oberleutnant zur See Karl-Jesko von Puttkamer | 1900–1981  | Konteradmiral     |
| Oktober 1930 – September 1932    | OLzS/KL Alfred Schulze-Hinrichs               | 1899–1972  | KzS               |
| September – 7. Dezember 1932     | OLzS Alfred Schemmel                          | 1900–1942† | KzS               |
| 5. Oktober 1933 – Oktober 1935   | KL Werner Hartmann                            | 1902–1963  | KzS               |
| Oktober 1935 – September 1936    | KL Hubert von Wangenheim                      | 1904–1973  | Flottillenadmiral |
| September 1936 – April 1937      | KL Georg Langheld                             | 1905–1973  | KzS               |
| April bis Oktober 1937           | KL Hans Erdmenger                             | 1903–1943† | KzS               |
| November 1937 – 16. Februar 1938 | KL Heinrich Wittig                            | 1905–1974  | FK                |
| 1. Juli 1938 – November 1939     | KL Herbert Max Schultz                        | 1908–1997  | FK                |
| Dezember 1939 – 10. April 1940   | KL Siegfried Strelow                          | 1911–1943† | KK                |

### Bekannte Besatzungsangehörige
- Robert Gysae (1911–1989), war von 1967 bis 1970 als Flottillenadmiral Kommandeur der Marinedivision Nordsee